# Gura Bîcului
Gura Bâcului è un comune della Moldavia situato nel distretto di Anenii Noi di 3.427 abitanti al censimento del 2004